# Peyrestortes
Peyrestortes (en catalán Paretstortes) es una comuna francesa en la región administrativa de Languedoc-Rosellón, en el departamento de Pirineos Orientales. Pertenece a la comarca histórica del Rosellón. 

## Historia
Durante la guerra del Rosellón, el 17 de septiembre de 1793, tuvo lugar aquí la llamada batalla de Peyrestortes entre las tropas españolas del general Antonio Ricardos y las francesas. La victoria de estas últimas fue importante y supuso el repliegue español en el sur de Francia. Esta batalla inspiró un cuadro del pintor Henry Perrault.

## Demografía
| 565 | 632 | 692 | 865 | 1286 | 1430 |
| Para los censos de 1962 a 1999 la población legal corresponde a la población sin duplicidades (Fuente: INSEE [Consultar]) |     |     |     |      |      |